# شی غوطه‌ور ناشناس
شی غوطه‌ور ناشناس (به انگلیسی: Unidentified submerged object) یا اختصاراً یوسو (به انگلیسی: USO) یک شی ناشناس غوطه ور در آب است. این اصطلاح لزوماً به یک شی با منشأ ماوراء الطبیعه اشاره نمی‌کند.